# Rag'narok
 (août 2024).
Si vous disposez d'ouvrages ou d'articles de référence ou si vous connaissez des sites web de qualité traitant du thème abordé ici, merci de compléter l'article en donnant les références utiles à sa vérifiabilité et en les liant à la section « Notes et références ».
Pour l’article ayant un titre homophone, voir Ragnarök.
Rag'Narok est un système de jeu de figurines dans l'univers d'Aarklash édité par la société Rackham. Contrairement à Confrontation, qui est un système de jeu d'escarmouches, Rag'Narok est un système destiné à gérer l'affrontement de grandes armées. Le nom vient vraisemblablement du Ragnarök, la bataille qui marque la fin du monde dans la mythologie nordique,.

## Historique
Le jeu a connu deux éditions.
Prévue depuis les premières diffusions des figurines Rackham vers 1996, la première édition de Rag'Narok ne sortira pas avant 2003. Il est vrai que le développement de ce système a été fortement retardé par l'attrait inattendu du système de jeu Confrontation qui entretemps s'est vu réédité en une seconde édition.
Cette première édition se présente sous la forme d'une boîte contenant 2 livrets, un pour les règles, un autre pour l'univers. Il est accompagné d'une série de cartes et de marqueurs. Une édition limitée éditée lors de sa sortie contenait la figurine de Drac Mac Syrö, légende vivante keltoise, accompagné de sa carte de référence illustrée de son concept.
La seconde édition a été publiée en 2006 dans Cry Havoc, le magazine de la marque Rackham. Les règles ont été éditées dans deux numéros distincts : un pour les règles de base, un autre pour les effets mystiques (magie et prêtrise). Le jeu sera finalement abandonné rapidement par l'éditeur, au profit de la quatrième édition de Confrontation : l'Age du Rag'Narok.

## Contexte
Le jeu Rag'Narok permet de créer les affrontements du monde d'Aarklash, univers médiéval-fantastique, où plusieurs peuples s'affrontent à l'aube du Rag'Narok.

## Le système de jeu
Les règles de Rag'Narok sont plus complexes que celles de Confrontation. Cependant, le même materiel est utilisé dans les deux jeux. Cela veut dire bien évidemment les mêmes figurines, mais également les mêmes profils représentés par les cartes de référence.
Comme tout jeu de figurines, le joueur doit commencer par concevoir son armée dans la limite des points décidés pour la partie. En choisissant ses figurines, le joueur doit également les affecter à des unités.
La première phase de la rencontre est le déploiement. Durant celui-ci, les joueurs déploient alternativement une unité, représentée par les cartes des profils des figurines posées face cachée sur le terrain de jeu. Durant la partie, chaque tour est décomposé en plusieurs phases. En premier lieu, il s'agit d'attribuer les ordres aux différentes unités, dans la limite des ordres disponibles. Puis chaque joueur active alternativement une unité et résout son ordre. Les combats sont assez rapides (une troupe de base n'a qu'un point de vie) et permettent de gérer les débordements.